# Allikalahe
Koordinaten: 58° 27′ N, 23° 4′ O

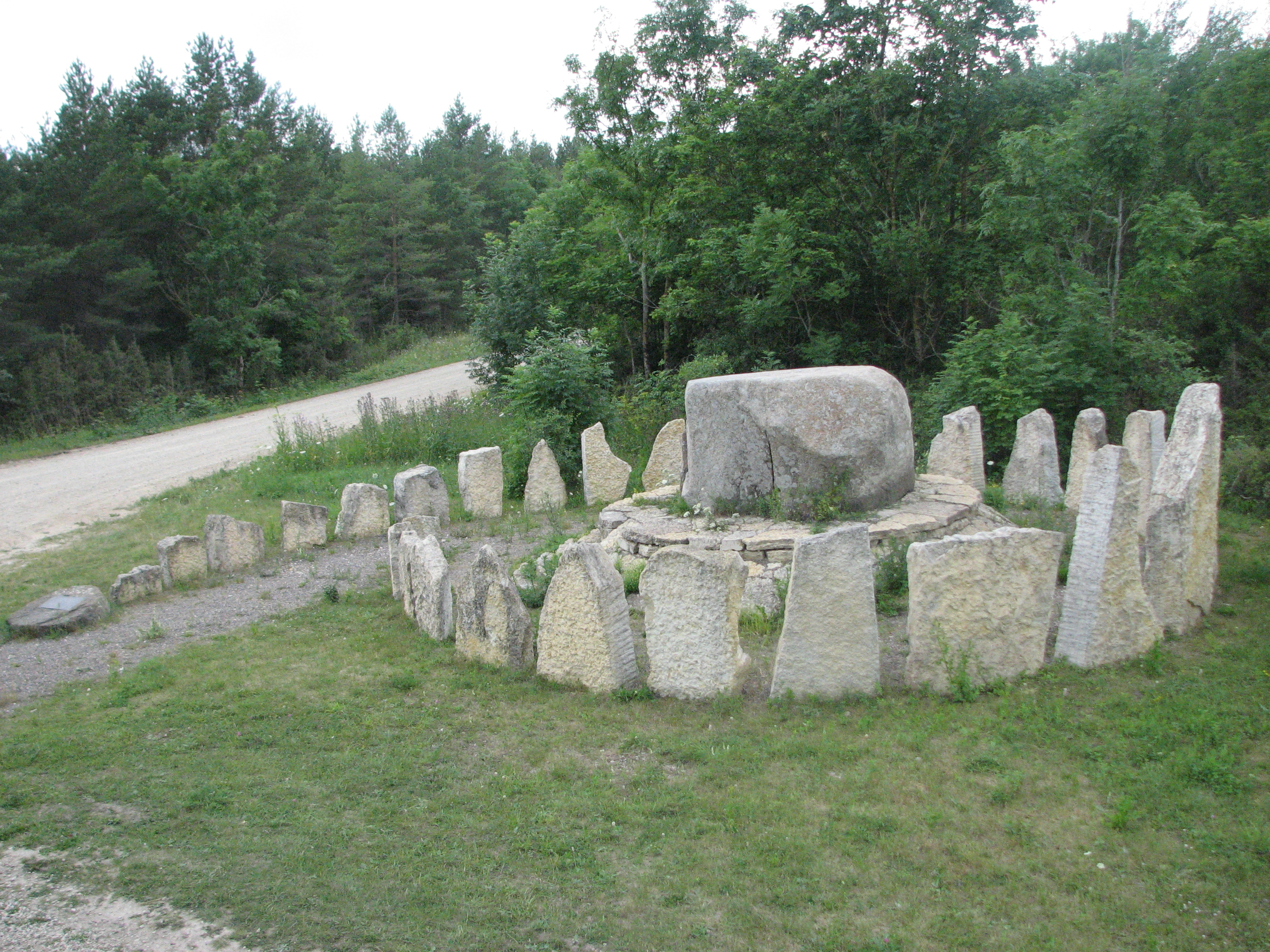
Blesta-Stein bei Allikalahe

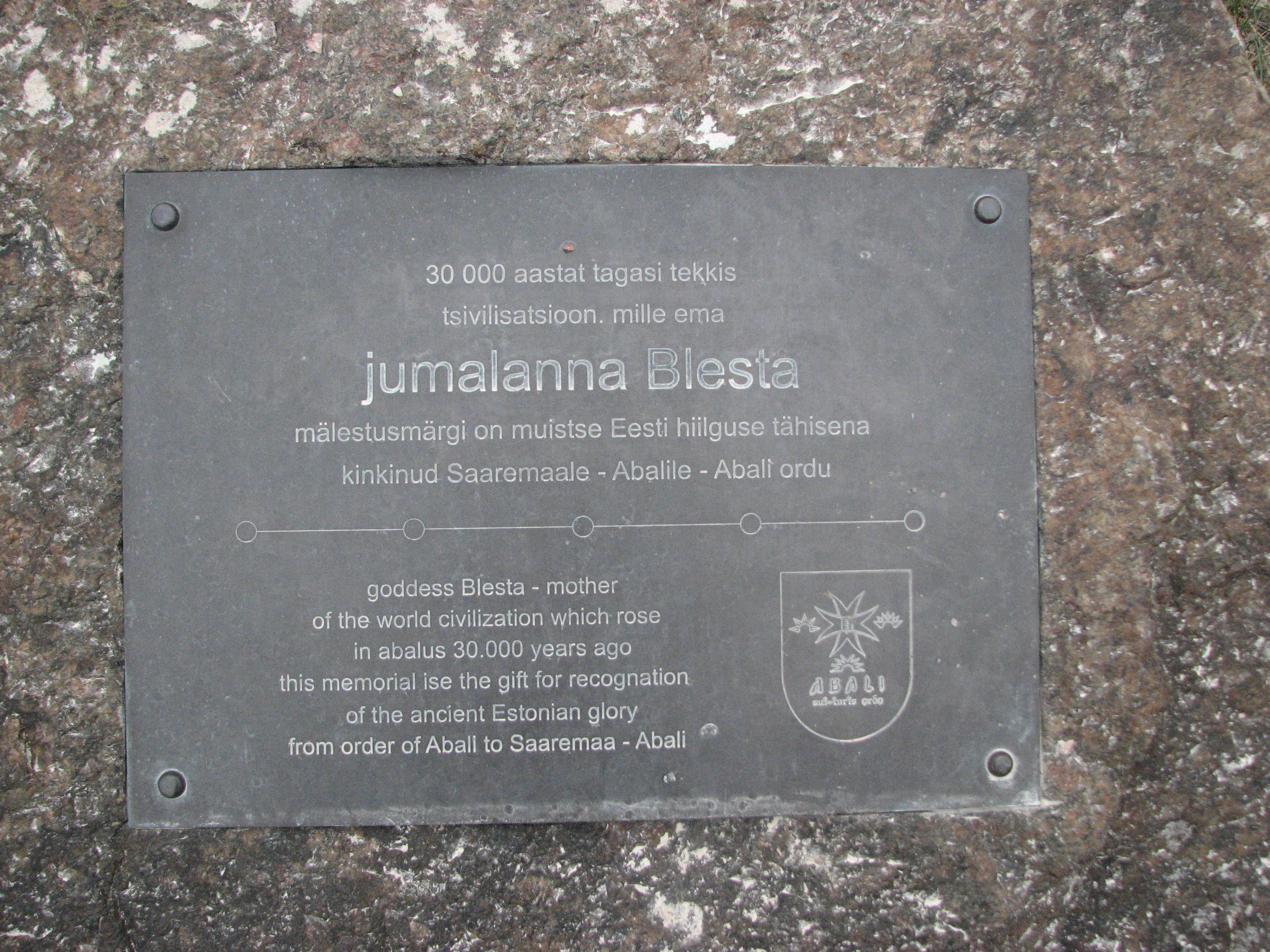
Informationstafel in estnischer und englischer Sprache

Allikalahe ist ein Dorf (estnisch küla) auf der größten estnischen Insel Saaremaa. Es gehört zur Landgemeinde Saaremaa (bis 2017: Landgemeinde Laimjala) im Kreis Saare. Bis zur Neugründung der Landgemeinde Saaremaa hieß der Ort „Laheküla“ und wurde umbenannt, um sich von Laheküla zu unterscheiden, da beide nun in derselben Landgemeinde liegen.

## Einwohnerschaft und Lage
Das Dorf hat sieben Einwohner (Stand 31. Dezember 2011).
Es liegt wenige Kilometer nordöstlich von Laimjala.

## Blesta-Stein
Bekannt ist Allikalahe vor allem für das Kunstwerk Blesta kivi („Blesta-Stein“). Die Steinsetzung ist der mythischen Mutter Blesta, der „Schönen Göttin des Nordens“, gewidmet, aus der vor 30.000 Jahren die menschliche Zivilisation hervorgegangen sein soll. In der Mitte einer Spirale steht ein Altar aus Stein. Die Installation ist die moderne Kunstschöpfung eines örtlichen Projektbüros.